# Leptalpheus axianassae
Leptalpheus axianassae is een garnalensoort uit de familie van de Alpheidae. De wetenschappelijke naam van de soort is voor het eerst geldig gepubliceerd in 1999 door Dworschak & Coelho.